# Ossifar
Ossifar fue un grupo de música pop, procedentes de Mallorca (España). La banda se caracterizaba por el tono irónico de sus canciones, y llegó a convertirse en uno de los grupos más populares a nivel insular durante la década de 1990.

## Historia
Los orígenes de Ossifar se remontan a 1989, cuando Toni Isern, uno de los primeros músicos del grupo, organizaba quedadas para comer o cenar en su domicilio con familiares y amigos, entre ellos Lázaro Méndez y Biel Mesquida Joan. Dada la afición que todos tenían por la música, todos ellos tomaban sus instrumentos y tocaban o componían canciones por diversión. Llegó un momento en que, a modo de broma, los músicos comenzaron a intercambiarse sus instrumentos y a tocar mal intencionadamente. Obviamente, la música sonaba fatal y uno de los músicos dijo: "Esto es horroroso. Este grupo suena tan mal que se tendría que llamar Ossifar". El nombre de la banda (Ossifar) fue tomado de una empresa de limpieza de pozos negros homónima (sólo que se escribe con una sola "S", es decir, Osifar) y también hace referencia a que muchas de las letras de la banda pueden considerarse escatológicas. 
En sus inicios, los componentes de Ossifar no tenían en mente crear un grupo musical para hacer actuaciones ni para grabar discos, sino simplemente formar un grupo para tocar entre compañeros y echarse unas risas. Cuando quisieron darse cuenta, habían compuesto unas pocas canciones y decidieron grabarlas en una maqueta. Por aquellos años, tuvieron que grabarla en un casete doméstico. Para sorpresa de ellos, este casete se copió innumerables veces, llegando el punto de que muchísima gente de Mallorca conocía algún tema. En algunas entrevistas, Lázaro Méndez comentó que en una ocasión, entró en un pub y tenían puesta esa maqueta. Lázaro al preguntarle que quienes eran los que cantaban, el barman dijo que "son un grupo que no existen pero que son muy buenos".
En vista de este éxito creado a partir de una maqueta a la cual, en principio, no le dieron más importancia de la necesaria, Lázaro y Biel empezaron a plantearse en serio en lanzarse a los escenarios. Necesitaban un segundo vocalista, momento en que Luis Arboledas entró en el grupo para quedarse. Presentaron la maqueta original a la empresa discográfica mallorquina Blau, y ellos tomaron esa misma maqueta y la arreglaron para dotarla de más calidad. De este modo apareció el primer disco, con una portada bastante extraña: un retrete con una guitarra eléctrica dentro, decorada con papel higiénico en el cual había escrita una partitura. Esta foto fue tomada por Luis Arboledas porque no sabía muy bien qué poner en la portada para llamar la atención.
Entre 1990 y 1998 Ossifar recorrió la mayor de las Baleares actuando en directo, improvisando en las fiestas de las diferentes localidades de la isla. Entre tanto editaron varios álbumes de estudios con la ayuda de la discográfica Blau, a la que le dedicaron una canción (En Blau, del álbum A pixar i a jeure) en 1997. 
El último disco del grupo, A pixar i a jeure, anunciaba que la separación del grupo estaba cerca. Mientras que para Lázaro Méndez y Luis Arboledas el grupo ya no significaba nada, Biel Mesquida no veía tan cerca el fin del grupo.
A finales de 1998, la discográfica Blau lanza el recopilatorio Ossifar: Lo millor - Debestof, con una selección de las mejores canciones de Ossifar más un tema inédito, Nadala amb neu, un villancico en tono de humor. Este recopilatorio fue con el que el grupo se despidió definitivamente, tal y como sugiere su título Debestof (The Best of).
En noviembre de 2003, Biel Mesquida, productor, guitarrista y compositor del grupo, sufre un accidente de moto en la carretera de Valdemosa que le costaría la vida. Posteriormente, el 30 de septiembre de 2004, Ossifar subió a los escenarios por última vez para rendir homenaje a Biel Mesquida es un último y definitivo concierto, que se celebró en la Plaza Mayor de Palma de Mallorca a las 22h de la noche. Varias generaciones de Ossifar, entre los que se encontraban anteriores músicos, colaboradores, cantantes y amigos (incluso el hijo de Biel Mesquida, que también se dedica a la música), subieron al escenario al final del concierto para cantar una última canción. Tras ese exitoso concierto, el grupo se disolvió para siempre. 
En 2008 aparece un grupo llamado Ossifar Revival, totalmente independiente de la banda original, que realiza una gira por la isla de Mallorca recordando las canciones del grupo.
En 2010, la discográfica Blau lanza el recopilatorio Ossifar 20 anys - 50 cansiones, un doble CD con una selección de 50 canciones de la trayectoria musical del grupo, bajo supervisión de Luis Arboledas y Lázaro Méndez.

## Miembros
- Biel Mesquida Joan, guitarra y coros.
- Lázaro Méndez, voz.
- Luis Arboledas, voz.
- Carlos Lambertini Guitarra solista coros
- Jaume Ginard, Batería
- Rafel Escanellas Batería
- Salvador Font Batería
- Fernando Saucedo Batería
- Justo Serrano Bajo y coros
- Miquel Pieras Bajo y coros
- Bernat Vanrrell Teclados
- Alberto Ruiz Teclados
- Biel Romero Teclados
- Rafel Fiol Teclados

## Discografía

### Álbumes de estudio
- 1990: Cansiones de amor amb los calsones baixos.
- 1991: En Gori Cuper té morenes.
- 1993: Indiana Pons en busca de la porsella rustida.
- 1994: Da-li cebes!.
- 1996: Ossifar en directe (disco que recoge las canciones de Ossifar en conciertos, más tres temas inéditos)
- 1997: A pixar i a jeure.

### Álbumes recopilatorios
- 1992: Veintidós cansiones.
- 1998: Lo millor - Debestof.
- 2010: Ossifar 20 anys - 50 cansiones

- Datos: Q9053425